# فریگیت کلاس بالرس
فریگیت کلاس بالرس (به انگلیسی: Baleares-class frigate) یک کلاس از کشتی است که طول آن ۴۳۸ فوت (۱۳۴ متر) می‌باشد.